# 兵庫県薬剤師会
一般社団法人兵庫県薬剤師会（いっぱんしゃだんほうじんひょうごけんやくざいしかい、英称: Hyogo Pharmaceutical Society）は、兵庫県の薬剤師を会員とする法人。

## 本部所在地
〒650-0011 兵庫県神戸市中央区下山手通6-4-3 兵庫県薬剤師会館

## 郡市薬剤師会
- 神戸市薬剤師会
  - 灘薬剤師会
  - 兵庫区薬剤師会
- 明石市薬剤師会
- 姫路薬剤師会
- 宝塚市薬剤師会
- 川西市薬剤師会
- 伊丹薬剤師会
- 西宮市薬剤師会